# Harm Kolthek
Harm Kolthek Jr. (Westerbroek, 10 april 1872 – Groningen, 19 januari 1946) was een Nederlands drukker, journalist, vakbondsbestuurder en libertair-socialistisch politicus.
Kolthek werd in 1872 geboren in het Groningse Westerbroek (gemeente Hoogezand) als zoon van Harm Kolthek Sr., fabrieksarbeider, en Talligje van Eerden.
Van 1907 tot 1913 was Kolthek secretaris van het Nationaal Arbeids-Secretariaat, de anarchistische vakcentrale. Zijn eerste taak bij het NAS was de financiële crisis te overwinnen waarin het NAS was beland. Kolthek slaagde hierin zo goed, dat aan het eind van zijn termijn het aantal leden was verdrievoudigd.
Tijdens de Eerste Wereldoorlog was hij oorlogscorrespondent voor de Telegraaf in Frankrijk.
Kolthek was van 1918 tot 1924 partijleider van de vooroorlogse Socialistische Partij. Van 1918 tot 1922 zat hij voor deze partij in de Tweede Kamer. Daar zat hij aanvankelijk in de Revolutionaire Kamerclub, waar hij vooral samenwerkte met Willy Kruyt van de Bond van Christen-Socialisten. Hij verliet deze echter omdat hij de samenwerking moeizaam vond.
In 1925 verhuisde Kolthek naar Groningen. Hij had een oogaandoening, waarvoor hij naar het AZG moest.
In 1931 richtte Kolthek de partij Recht en Vrijheid op en kwam hij voor die partij in de Groninger gemeenteraad. In 1935 en 1939 haalde zijn partij beide keren vijf zetels.
- Biografisch Portaal: 63344527
- Gemeinsame Normdatei: 136402178
- International Standard Name Identifier: 0000 0001 1461 9961
- Library of Congress Control Number: nb2008012437
- Nederlandse Thesaurus van Auteursnamen: 069240620
- Parlement.com: vg09ll2dxau3
- Virtual International Authority File: 80752006
- WorldCat: E39PBJcwGyYWK9VRBQvt88Jbh3